# Sweating Bullets
Sweating Bullets je píseň americké thrashmetalové kapely Megadeth, která vyšla v roce 1993 jako třetí singl z jejich pátého studiového alba Countdown to Extinction.

## Sestava
- Dave Mustaine – vokály, doprovodná kytara
- Marty Friedman – sólová kytara
- David Ellefson – baskytara, doprovodné vokály
- Nick Menza – bicí

## Umístění v žebříčcích
| Žebříček (1993)                          | Nejvyšší příčka |
| ---------------------------------------- | --------------- |
| European Hot 100 Singles (Music & Media) | 87              |
| Ireland (IRMA)                           | 18              |
| UK Singles                               | 26              |
| US Mainstream Rock                       | 27              |